# Сорочиця новогвінейська
Сорочиця новогвінейська (Cracticus cassicus) — вид горобцеподібних птахів родини ланграйнових (Artamidae).

## Поширення
Вид поширений у Новій Гвінеї та деяких сусідніх дрібних островах, зокрема на Молуцьких островах та островах Ару. Живе у негустих низовинних дощових лісах з галявинами та відкритими ділянками.

## Опис
Птах середнього розміру, завдовжки 32—35 см, вагою 130—155 г. Це птах з міцною статурою, довгим квадратним хвостом, великою прямокутною головою, міцним дзьобом з трохи загнутим кінчиком верхньої щелепи. Голова, шия, горло та верхня частина грудей чорні, а боки шиї, передня частина спини, груди, черево та стегна білі. Крила білі з чорними маховими перами. Задня частина спини та хвіст чорні. Ноги темно-сірі, очі темно-карі, а дзьоб синювато-сірий з чорнуватим кінчиком.

## Спосіб життя
Трапляється поодинці, парами або у невеликих сімейних зграях. Проводить більшу частину дня сидячи на високому дереві, вишукуючи поживу. Всеїдний птах. Живиться великими комахами та іншими безхребетними, дрібними хребетними, яйцями птахів і плазунів, фруктами, ягодами, насінням, нектаром. Може розмножуватися протягом усього року, надаючи перевагу посушливому сезону. Утворює моногамні пари. В період розмноження дуже територіальний. Чашоподібне гніздо будує самиця на гілках дерев. У кладці 2-3 зеленувато-сірих яєць з коричневими цятками. Інкубація триває 25 днів. Виводок доглядають обоє партнерів.

## Підвиди
- Cracticus cassicus cassicus (Boddaert, 1783) — номінальний підвид, широко розповсюджений у Новій Гвінеї та на островах Ару, Гебе, Вайгео, Батанта, Салаваті та Місоол;
- Cracticus cassicus hercules Mayr, 1940 — поширений на островах Тробріана та Д'Антркасто.